# منتئالگره دل کاستییو

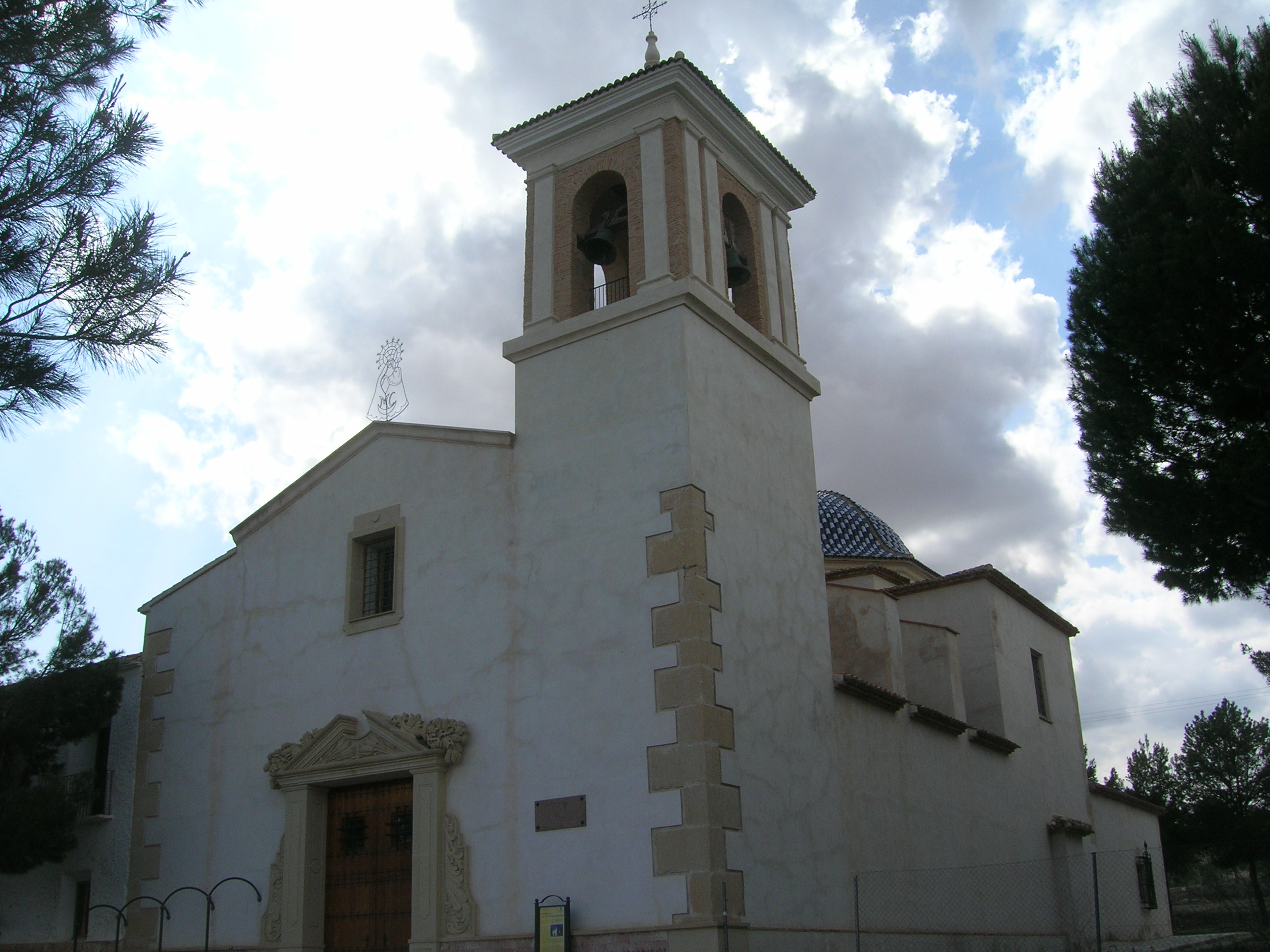
نمایی از کلیسای دهستان منتئالگره دل کاستیو در استان آلباسته - ۲۰۰۶

منتئالگره دل کاستیو دهستانی در استان آلباستهٔ اسپانیا است.
در این دهستان ۲۲۹۱ نفر زندگی می‌کنند. مساحت این دهستان ۱۷۷٫۲۶ کیلومتر مربع است.